# Frank Craven
Frank Craven est un acteur, dramaturge, librettiste, lyriciste, metteur en scène, producteur, réalisateur et scénariste américain, de son vrai nom Francis Henry Craven, né à Boston (Massachusetts) le 24 août 1875, mort d'une crise cardiaque à Beverly Hills (Californie) le 1er septembre 1945.

## Biographie
Durant sa carrière, Frank Craven est très actif au théâtre ; il débute à Broadway en 1907, comme acteur, et y joue dans des pièces et comédies musicales jusqu'en 1944. Il est également l'auteur de plusieurs pièces représentées à Broadway — dont certaines adaptées au cinéma (entre 1925 et 1934) — ; l'une de ses plus connues est The First Year, créée en 1920, représentée 760 fois jusqu'en 1922, puis adaptée au cinéma (en 1926 et 1932) et à la télévision (un téléfilm diffusé en 1946). Pour la scène new-yorkaise, il est aussi metteur en scène, producteur, lyriciste et librettiste (de comédies musicales) — voir la rubrique "Théâtre" ci-dessous —.
Au cinéma, Frank Craven apparaît dans 41 films américains entre 1928 et 1946 (son dernier film, tourné peu avant sa mort en 1945, sort l'année suivante). Durant cette période, il contribue également à quelques films comme scénariste et en réalise trois (voir sa filmographie complète). Un de ses rôles les plus connus à l'écran est celui de M. Morgan ('Stage Manager'), dans Une petite ville sans histoire, film de 1940 auquel il collabore, en outre, comme scénariste ; il s'agit de l'adaptation au cinéma de Our Town, pièce à succès de Thornton Wilder, créée à Broadway en 1938, avec Frank Craven dans le même rôle.

## Théâtre (à Broadway)
Pièces, comme acteur, sauf mention contraire ou complémentaire
- 1907 : Artie de George Ade
- 1909 : The Writing on the Wall de William J. Hurlbut
- 1910 : New York de William J. Hurlbut
- 1911-1912 : Bought and Paid For de George Broadhurst (en), avec Charles Richman
- 1914 : Two Many Cooks (+ metteur en scène, conjointement avec John Cromwell, et auteur), avec John Cromwell
- 1915 : Under Fire de Roi Cooper Megrue, avec Frank Morgan, Edward G. Robinson, Henry Stephenson
- 1916 : Seven Chances de David Belasco, adaptation de Roi Cooper Megrue, avec Otto Kruger (adaptée au cinéma en 1925)
- 1917 : This Way Out, avec David Burton, Charles Trowbridge, Walter Baldwin (+ auteur)
- 1917-1918 : Going Up, comédie musicale, musique de Louis A. Hirsch, paroles et livret d'Otto Hauerbach, d'après The Aviator de James Montgomery, avec Ed Begley, Donald Meek
- 1920 : The Night Boat, comédie musicale, musique de Jerome Kern, paroles et livret d'Anne Caldwell, avec Jeanette MacDonald
- 1920 : The Girl from Home, comédie musicale, musique de Silvio Hein (+ parolier et librettiste)
- 1920-1922 : The First Year (+ auteur)
- 1922-1923 : Spite Corner, avec Madge Kennedy, Jason Robards Sr. (auteur)
- 1922-1923 : Up she goes, comédie musicale, musique d'Harry Tierney, paroles de Joseph McCarthy (metteur en scène, conjointement avec Bert French, et librettiste)
- 1924-1925 : New Brooms, avec Robert Keith (auteur, metteur en scène et producteur)
- 1926-1927 : Twinkle, Twinkle, comédie musicale, musique d'Harry Archer, paroles et livret d'Harlan Thompson, direction musicale de Max Steiner, costumes de Charles Le Maire, avec Joe E. Brown, Dorothy Jordan, Ona Munson (metteur en scène)
- 1927 : Money from Home (+ auteur et metteur en scène)
- 1927-1928 : The 19th Hole (+ auteur)
- 1929 : Salt Water de John Golden et Dan Jarrett, avec Una Merkel
- 1930-1931 : That's Gratitude, avec George Barbier (+ auteur et metteur en scène) (reprise en 1932)
- 1932-1933 : Whistling in the Dark de Laurence Gross et Edward Childs Carpenter, avec Edward Arnold, Claire Trevor, Ernest Truex (metteur en scène)
- 1932 : Riddle Me This de Daniel N. Rubin, avec Thomas Mitchell, Erin O'Brien-Moore, Charles Richman (+ metteur en scène)
- 1932 : Bridal Wise d'Albert Hackett et Frances Goodrich, avec Raymond Walburn (metteur en scène)
- 1935 : A Touch of Brimstone de Leonora Kaghan et Anita Philips, avec Mary Philips, Cora Witherspoon, Roland Young (metteur en scène)
- 1935 : For Valor de Martha Hedman et Henry Arthur House (+ metteur en scène)
- 1938 : Our Town de Thornton Wilder, avec Martha Scott (Dorothy McGuire en remplacement et Teresa Wright en doublure), Charles Walters (+ collaboration à l'adaptation au cinéma de 1940 : voir ci-dessous)
- 1941 : Village Green de Carl Allensworth, avec Norman Lloyd
- 1942 : The Flower of Virtue, de (et mise en scène par) Marc Connelly, avec Isobel Elsom, Thomas Gomez, Vladimir Sokoloff
- 1944 : Ms. January and Mr. X de Zoe Akins, mise en scène d'Elliott Nugent et Arthur Sircom, costumes d'Adrian, avec Barbara Bel Geddes

## Filmographie complète

### Comme acteur, sauf mention contraire ou complémentaire
- 1925 : New Brooms de William C. de Mille (auteur de la pièce éponyme)
- 1926 : The First Year de Frank Borzage (auteur de la pièce éponyme : 1re adaptation)
- 1928 : L'Âme d'une nation (We Americans), d'Edward Sloman
- 1929 : The Very Idea (réalisateur, conjointement avec Richard Rosson)
- 1931 : Too Many Cooks de William A. Seiter (auteur de la pièce éponyme)
- 1932 : Handle with Care de David Butler (+ scénariste)
- 1932 : The First Year de William K. Howard (auteur de la pièce éponyme ; 2e adaptation)
- 1933 : Best of Enemies (réalisateur, conjointement avec Rian James)
- 1933 : Les Compagnons de la nouba (Sons of the Desert) de William A. Seiter (auteur de l'histoire originale)
- 1933 : La Foire aux illusions (State Fair) d'Henry King (+ scénariste, non crédité à ce titre)
- 1933 : Her First Mate de William Wyler (adaptation)
- 1934 : C'était son homme (He Was her Man) de Lloyd Bacon
- 1934 : City Limits (en) de William Nigh
- 1934 : That's Gratitude (+ réalisateur et scénariste, d'après sa pièce éponyme)
- 1934 : Un gard de la marine (en) (Let's talk it Over) de Kurt Neumann
- 1934 : The Human Side (en) d'Edward Buzzell (scénariste)
- 1935 : Ville sans loi (Barbary Coast) d'Howard Hawks et William Wyler
- 1935 : Soir de gloire (Annapolis Farewell) d'Alexander Hall (scénariste)
- 1935 : Une femme à bord (en) (Vagabond Lady) de Sam Taylor
- 1935 : L'Infernale Poursuite (Car 99) de Charles Barton
- 1936 : The Harvester (en) de Joseph Santley
- 1936 : La Petite Provinciale (Small Town Girl) de William A. Wellman et Robert Z. Leonard
- 1936 : Give me Liberty de B. Reeves Eason (court métrage ; dialogues)
- 1937 : Les Derniers hors-la-loi (en) (Penrod and Sam) de William C. McGann
- 1937 : Blossoms on Broadway (en) de Richard Wallace
- 1937 : La Famille Hardy en vacances (You're only Young once) de George B. Seitz
- 1938 : Penrod and his Twin Brother (en) de William C. McGann
- 1938 : Personality Parade de Ralph Staub (court métrage)
- 1939 : Miracles à vendre (Miracles for Sale) de Tod Browning
- 1939 : Our Neighbors – The Carters (en) de Ralph Murphy
- 1940 : Une petite ville sans histoire (Our Town) de Sam Wood (+ scénariste)
- 1940 : Dreaming Out Loud, de Harold Young
- 1940 : Ville conquise (City for Conquest) d'Anatole Litvak et Jean Negulesco
- 1941 : Harvests for Tomorrow d'Edgar Peterson (voix)
- 1941 : Une femme à poigne (The Lady from Cheyenne) de Frank Lloyd
- 1941 : The Richest Man in Town (en) de Charles Barton
- 1942 : L'amour n'est pas en jeu (In This Our Life) de John Huston
- 1942 : La Fièvre de l'or noir (Pittsburg) de Lewis Seiler
- 1942 : La Flamme sacrée (Keeper of the Flame) de George Cukor
- 1942 : Girl Trouble d'Harold D. Schuster
- 1942 : Thru Different Eyes (en) de Thomas Z. Loring
- 1943 : La Vie aventureuse de Jack London (Jack London) d'Alfred Santell
- 1943 : Le Fils de Dracula (Son of Dracula) de Robert Siodmak
- 1943 : Dangerous Blondes de Leigh Jason
- 1943 : Harrigan's Kid (en) de Charles Reisner
- 1943 : Et la vie continue (The Human Comedy) de Clarence Brown
- 1944 : Destiny de Reginald Le Borg et Julien Duvivier
- 1944 : When the Lights go to again (en) de William K. Howard (auteur de l'histoire originale)
- 1944 : My Best Gal d'Anthony Mann
- 1945 : The Horn Blows at Midnight de Raoul Walsh (voix)
- 1945 : L'Espoir de vivre (Forever Yours) de William Nigh
- 1946 : Colonel Effingham's Raid d'Irving Pichel
- 1946 : The First Year, téléfilm d'Ed Sobol (auteur de la pièce éponyme ; 3e adaptation)